# João Garizo do Carmo
João Afonso Garizo do Carmo (* 1917 in Beira, Portugiesisch-Ostafrika; † 1974 in Cascais, Portugal) war ein portugiesischer Architekt.

## Leben
Garizo do Carmo wurde in Beira, der damals zweitgrößten Stadt der portugiesischen Kolonie Mosambik geboren. Nach seiner Schulausbildung in der Kolonie studierte er Architektur an der Escola Superior de Belas Artes in Porto zwischen 1942 und 1949. 1951 schloss er das Studium an der Escola Superior de Belas Artes in Lissabon ab. Daraufhin zog er gemeinsam mit seinem Bruder Jorge Garizo do Carmos (1927–1997) zurück in seine Heimatstadt Beira und begann seine Arbeit als freier Architekt. Bereits nach kurzer Zeit erlangte Garizo do Carmo Bekanntheit; 1954 und 1955 gewann er den städtischen Architekturpreis Dr. Araújo Lacerda. Ab 1957 war Garizo do Carmo auch Mitglied der städtischen Ästhetik-Kommission von Beira.
Architektonisch sind insbesondere zwei Bauwerke do Carmos bekannt: der 1966 eröffnete Bahnhof von Beira – den er zusammen mit Francisco José de Castro und Paulo de Melo Sampaio entwarf – und die 1958 eingeweihte Kirche Igreja do Imaculado Coração de Maria (auch „Igreja da Manga“). Beide Werke sind von einem stark modernistischen Einfluss mit sogenannten tropikalen, sprich den klimatischen Bedingungen angepassten, z. B. Schatten spendenden Details geprägt („Tropikalismus“). Die Igreja da Manga soll sich stark an Niemeyers Igreja de São Francisco de Assis in Belo Horizonte (Minas Gerais, Brasilien) orientieren.
1964 erkrankte Carmo, sodass er nicht mehr fähig war Zeichnungen anzufertigen. Stattdessen widmete er sich der Lehre bis 1972, bevor er nach Portugal umzog. Dort verstarb Garizo do Carmos 1974 im Lissabonner Vorort Cascais.

## Werke

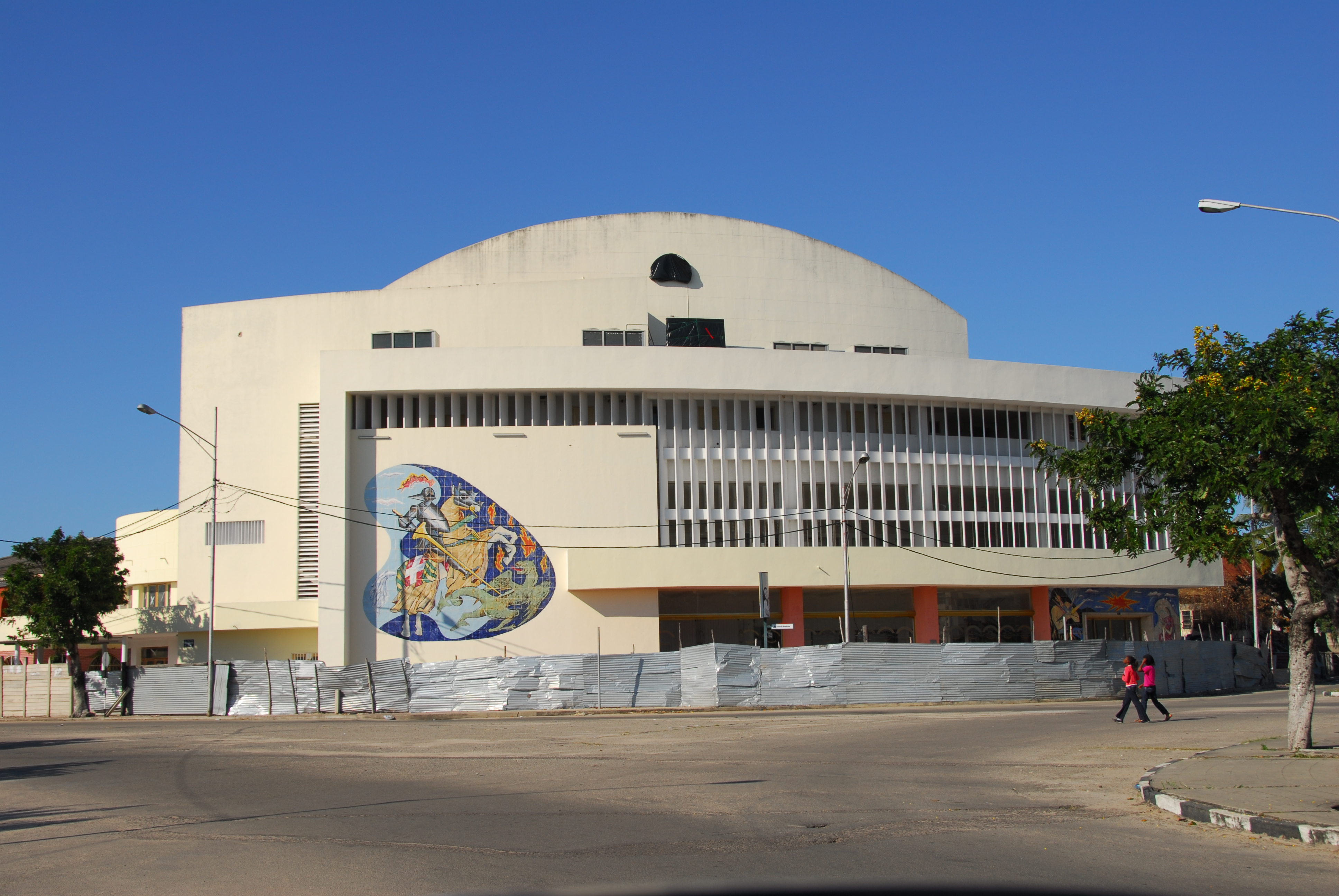
Cine-Teatro São Jorge, Beira (1952–54)

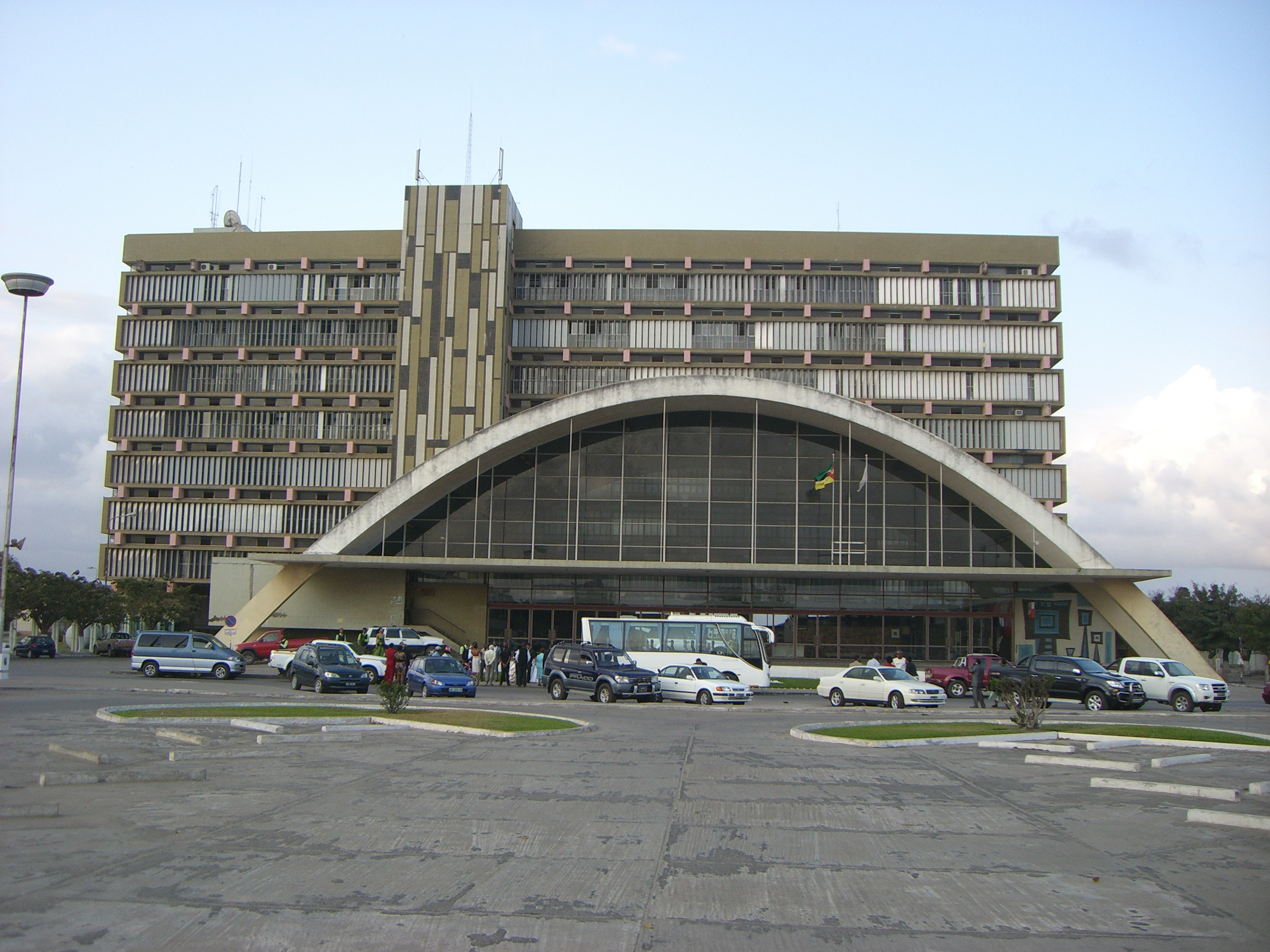
Das mit bekannteste Werk von Garizo do Carmo: der 1966 eröffnete Bahnhof der Stadt Beira (Mosambik)

- 1952–54: Cine-Teatro São Jorge, Beira[1][3]
- 1952–57: Casas António Duarte, Beira[1]
- 1955–58: Igreja do Imaculado Coração de Maria („Igreja da Manga“), Beira[1][4]
- 1955: Paço Episcopal, Quelimane[1][5]
- 1955: Paço Episcopal, Porto Amélia [Pemba][1][6]
- 1955–56: Cine-Teatro Almeida Garrett, Nampula[1]
- 1955–56: Cine-Teatro Águia, Quelimane[1][7]
- 1955–57: Bürogebäude der Versicherungsgesellschaft Nauticus, Beira[1]
- 1957: Casa Carlos Silva, Beira[1]
- 1957: Casa Charles Tully, Beira[1]
- 1957–66: Bahnhof Beira, Beira; zusammen mit Francisco José de Castro und Paulo de Melo Sampaio[2]
- etwa 1959: Palácio das Repartições, Quelimane[1][8]
- 1963–1966: Erweiterung des Bürogebäudes der Versicherungsgesellschaft Nauticus, Beira[1]
- 1964–1966: Pavilhão de Exposições Permanentes das Actividades Económicas Nacionais („Casa dos Bicos“), Beira[1][9]
- 1971: Plano Diretor de Macau[1]